# 許應亨
許應亨（1515年—？），字子嘉，浙江杭州府錢塘縣民籍，順天府東安縣人，明朝政治人物。

## 生平
嘉靖十九年（1540年）庚子科順天鄉試第九十九名舉人，二十三年（1544年）中式甲辰科會試第一百四十六名，二甲第十三名進士。授刑部主事，升南京刑部郎中，出為浙江布政使司參議。

## 著作
著有《石屋存稿》六卷。

## 家族
曾祖許九皋；祖父許紳；父許龜年，贈工部員外郎。母陳氏（封宜人）。慈侍下。兄許應爵、許應元（廣西右布政使）。